# Бопфинген
Бопфинген (нем. Bopfingen) — город в Германии, в земле Баден-Вюртемберг. 
Подчинён административному округу Штутгарт. Входит в состав района Восточный Альб.  Население составляет 12 167 человек (на 31 декабря 2010 года). Занимает площадь 77,00 км². Официальный код  —  08 1 36 010.
Город подразделяется на 9 городских районов.

## Достопримечательности
- Городская церковь св. Блазия (XIII-XVI вв.)
- Старая ратуша (XVI в.)
- Замок Бальдерн, к северо-западу от города
- Барочная паломническая церковь (XVIII в.) во Флохберге
- Руины замка Флохберг в районе Шлоссберг
- Руины замка Шенкенштайн в районе Ауфхаузен
- Паломническая церковь св. Оттилии в районе Керкинген